# Balanzas fiscales de las comunidades autónomas de 2005
Las balanzas fiscales de las comunidades autónomas son un "instrumento de información económica que imputa territorialmente los ingresos y gastos de las instituciones del sector público en un periodo de tiempo determinado, y calcula el saldo fiscal resultante en cada territorio." Es una de las herramientas con que cuenta un gobierno para diseñar su política fiscal. (Nota: Este artículo se refiere en concreto a las balanzas fiscales de las comunidades autónomas de España).
Su propósito es el de identificar el saldo que supone para una comunidad autónoma el total de gastos de la Administración Central en su ámbito territorial, menos la suma de sus aportaciones a la Hacienda Pública.

## Cálculos

### Balanzas fiscales no neutralizadas
Es un método simplificado del cálculo de las balanzas fiscales en el que no se tiene en cuenta el déficit de la Administración Central que luego repercute en las comunidades autónomas.
Sea I, el total de ingresos fiscales de una Administración Central, extraídos sobre n demarcaciones territoriales.
Sea G, el total de gastos de la Administración Central, efectuados sobre n demarcaciones territoriales.
Sea Ii el total de Ingresos imputados al territorio i, siendo I = I1 + I2 +... + In
Sea Gi el total de Gastos imputados al territorio i, siendo G = G1 + G2 +... + Gn
Saldo fiscal del territorio i: Si = Gi - Ii, siendo S1 + S2 +... + Sn = G – I

### Balanzas fiscales neutralizadas
Para hacer frente a diversos gastos la Administración Central se endeuda, y consigue ingresos extra que se distribuyen entre las comunidades autónomas según criterios arbitrarios. Esto hará que temporalmente exista superávit en territorios que tal vez no lo tendrían por su producción de riqueza interna.
Pero a medio plazo dicha deuda de la Administración Central hay que pagarla, si no al completo al menos en parte, y dicha deuda se distribuye vía impuestos entre todos los territorios.
El efecto neto es que algunos territorios habrán recibido unos ingresos extra de la Administración Central pero será pagado por todos los territorios vía impuestos.

## Historia
La realización de balanzas fiscales surge en España, para tener un punto de referencia del desequilibrio fiscal que se soporta en cada Comunidad Autónoma.
El Gobierno de España, presidido por José Luis Rodríguez Zapatero, se comprometió públicamente durante el discurso de investidura de éste, el 8 de marzo de 2008, a publicar las balanzas fiscales por CCAA.
Fruto de este compromiso, el gobierno encargó su elaboración al Instituto de Estudios Fiscales, haciéndose público el 15 de julio de 2008 el primer informe elaborado por el mismo, titulado Las balanzas fiscales de las CC.AA. con las AA. públicas centrales.
Previamente, el mismo instituto, había realizado durante la legislatura anterior el "Informe sobre Metodología de Cálculo de las Balanzas Fiscales" que sentó las bases sobre las que se basan los cálculos que se muestran en el primer y único Informe de Balanza Fiscal, publicado en 2008.

## Resultados
El informe del Instituto de Estudios Fiscales, limitado al año 2005 y publicado oficialmente el 15 de julio de 2008, presenta unos resultados en que aparecen unas comunidades autónomas con un saldo positivo y otras con un saldo negativo o déficit.

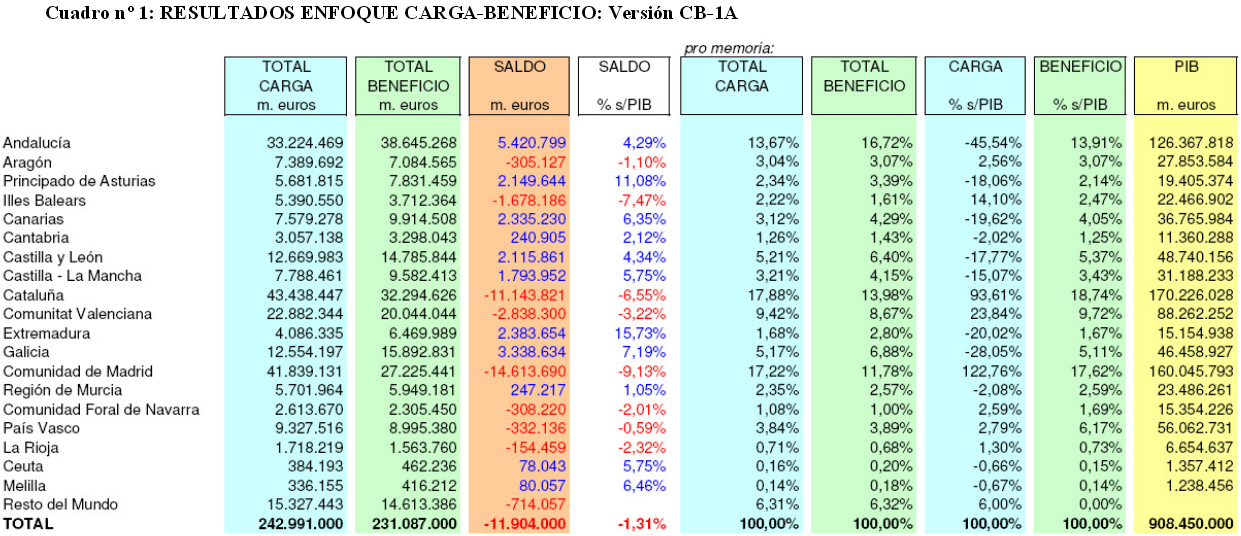
Balanzas Fiscales 2005 ESP carga-beneficio cb-1a

En particular, las estimaciones realizadas de acuerdo con el enfoque carga-beneficio (CB) han llevado a cabo dos supuestos alternativos de imputación territorial de la carga del impuesto de sociedades, y del beneficio asociado a los intereses de la deuda pública. En el primero de los casos, se ha realizado un reparto de la carga en la proporción del 70% sobre accionistas y 30% sobre consumidores, que se apuntaba como posibilidad en el Informe de 2006, y se ha contemplado un reparto alternativo al 50%. En el segundo, la imputación territorial se lleva a cabo de acuerdo con la
distribución de la población y del ahorro, alternativamente. Como consecuencia, se han llevado a cabo cuatro estimaciones del cálculo:
- Versión Carga-Beneficio CB-1A: imputación del impuesto de sociedades en proporción 70/30, y de los intereses de la deuda por población.
- Versión CB-1B: imputación del impuesto de sociedades en proporción 70/30, y de los intereses de la deuda en función de la distribución territorial del ahorro, como aproximación a la residencia de los tenedores de títulos de deuda pública.
- Versión CB-2A: imputación del impuesto de sociedades en proporción 50/50, y de los intereses de la deuda por población.
- Versión CB-2B: imputación del impuesto de sociedades en proporción 50/50, y de los intereses de la deuda en función de la distribución territorial del ahorro.

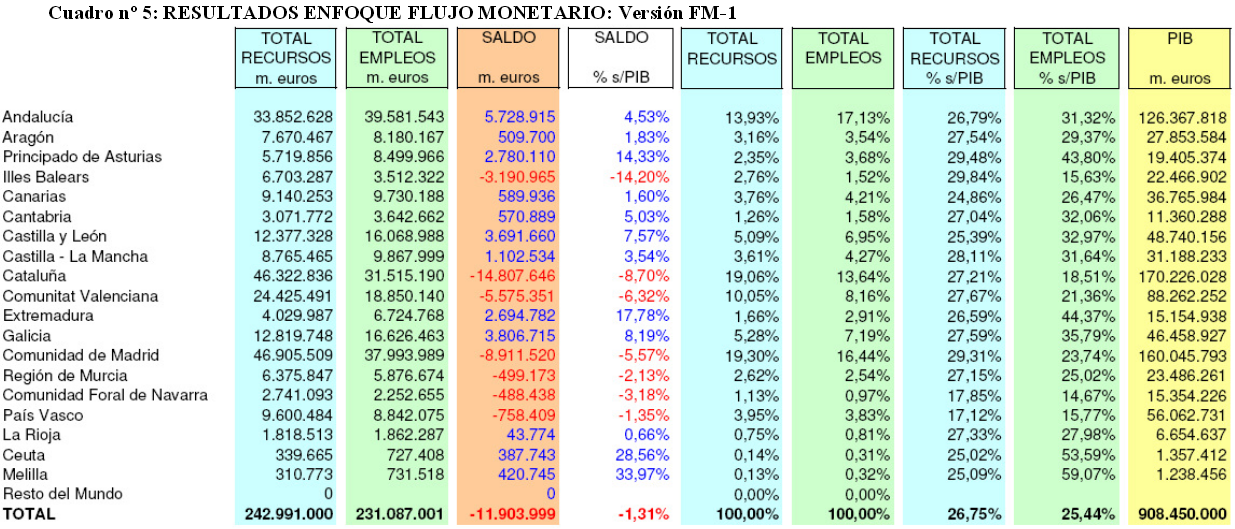
Balanzas Fiscales 2005 ESP flujo monetario fm-1

En lo que se refiere al enfoque del flujo monetario (FM), se han realizado igualmente estimaciones alternativas de imputación territorial de la recaudación del impuesto de sociedades, que se lleva a cabo en función de la distribución territorial de la remuneración de los asalariados, del valor añadido bruto y de la inversión, en las proporciones del 33,33% para cada variable, y 50-25-25, respectivamente. Las dos estimaciones resultantes son:
- Versión FM-1 imputación del impuesto de sociedades en proporción 33/33/33.
- Versión FM-2: imputación del impuesto de sociedades en proporción 50/25/25.

## Criterios para la interpretación de los saldos
Conforme a la metodología seguida, se utilizaron dos enfoques generales de imputación territorial de los ingresos y gastos públicos. Los resultados de ambos enfoques son distintos y la interpretación de los mismos también debe hacerse de distinta manera. En cualquier caso, los criterios de imputación utilizados y el saldo resultante se refieren específicamente a su objetivo metodológico, sin que puedan trasladarse al debate sobre la financiación autonómica, con el que no guardan relación directa.

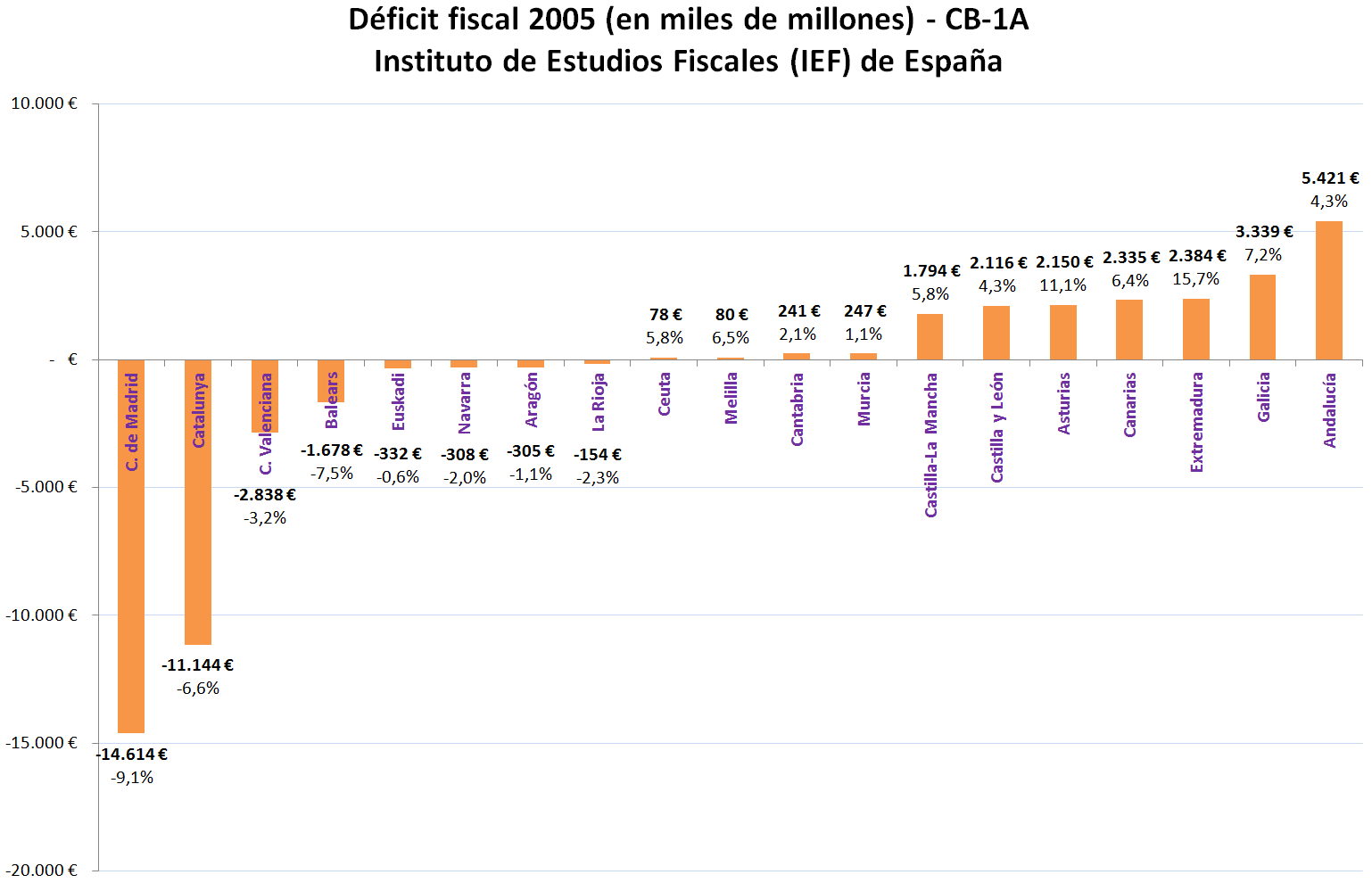
Balanzas Fiscales 2005 ESP carga-beneficio graf cb-1a

El enfoque carga-beneficio persigue valorar los efectos que la actuación de las instituciones del sector público central ocasiona al bienestar de las personas que residen en un determinado territorio. La medición de estos efectos se hace en términos de cambio equivalente en el nivel de renta disponible de esas personas. En el caso de los ingresos se toma como referencia la minoración de la capacidad de compra ocasionada por la carga fiscal soportada. En el caso de los gastos, el incremento de la capacidad de compra motivado por la recepción de transferencias en efectivo y por el ahorro derivado del consumo gratuito de servicios públicos. El saldo resultante trata de medir los efectos redistributivos de las actuaciones del sector público central en cada territorio, tras contabilizar la participación de sus residentes en las cargas y en los beneficios de su actividad financiera.

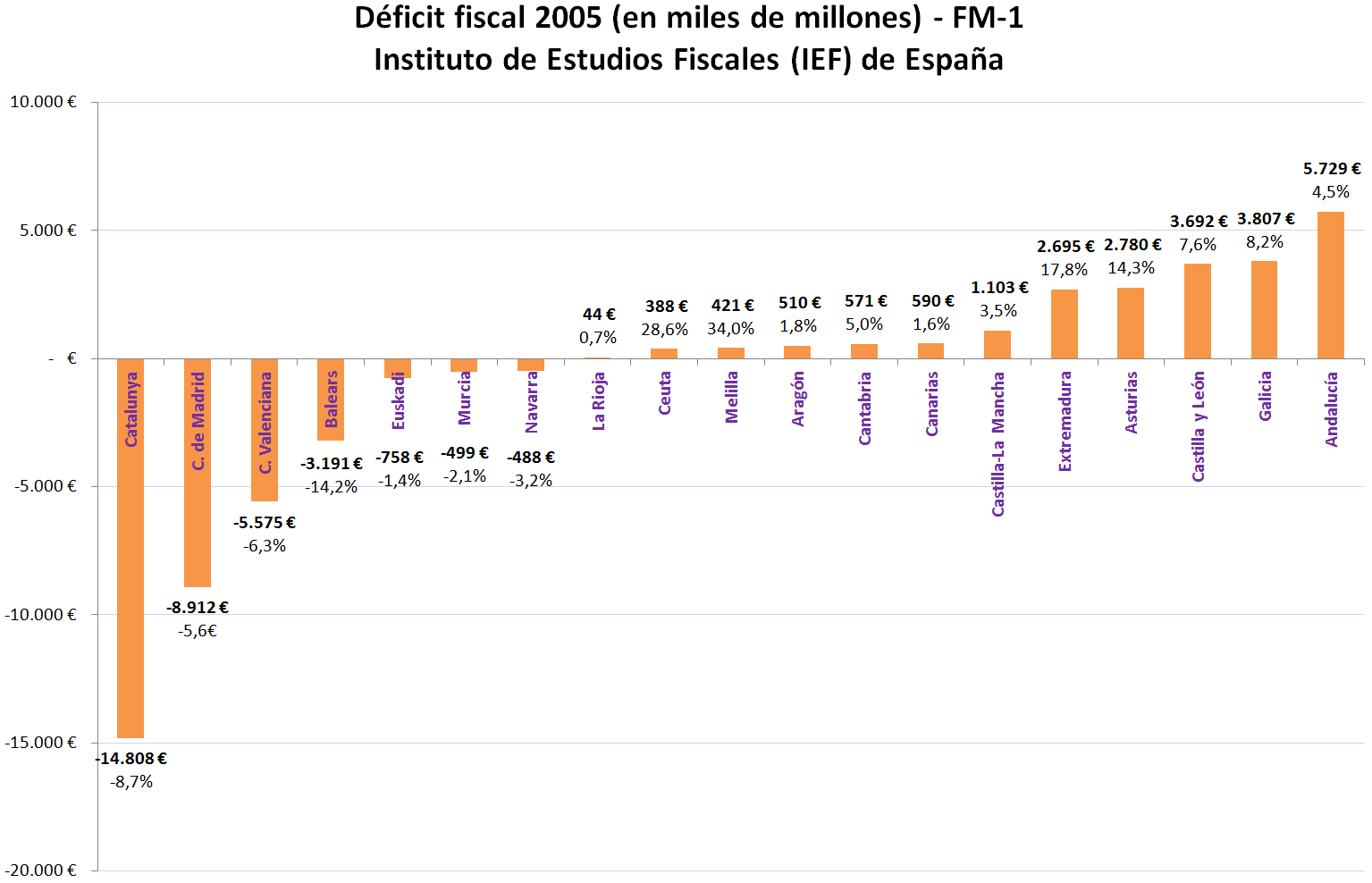
Balanzas Fiscales 2005 ESP flujo monetario graf fm-1

Por su parte, el enfoque del flujo monetario persigue valorar los efectos que la actuación de las instituciones del sector público central ocasiona sobre la actividad económica en un determinado territorio, determinando cómo varían sus macromagnitudes económicas en términos de producción y consumo, y los ingresos y pagos públicos localizados en cada territorio. En el caso de los ingresos se toma como referencia el flujo monetario ocasionado por el gravamen de la riqueza localizada, la renta generada y el consumo realizado en ese territorio. En el caso de los gastos, el flujo monetario motivado por la inversión y el consumo públicos realizados y las transferencias en especie y en efectivo recibidas en ese territorio. El saldo resultante trata de resumir los efectos que el conjunto de los ingresos y gastos del Sector Público Estatal induce sobre la actividad económica de cada territorio, independientemente de la residencia de quienes soportan la carga y de quienes obtienen los beneficios. Las distintas categorías de ingresos y gastos tienen efectos de muy diferente naturaleza sobre la renta o la actividad económica, por lo que el saldo resultante es más difícil de interpretar. En este enfoque, es más relevante el análisis por separado de las distintas partidas de ingresos y gastos.
Como ya se ha reiterado, una balanza fiscal es un instrumento de información económica que imputa territorialmente los ingresos y gastos de las instituciones del sector público en un periodo de tiempo determinado, y calcula el saldo fiscal resultante en cada territorio. En otras palabras, la balanza es una cuenta resumida de ingresos y gastos que proporciona un saldo. La imputación de cada una de las partidas de dicha cuenta resumida puede hacerse con dos enfoques diferentes, que, en el marco adoptado de las Cuentas Nacionales, encuentran amplia equivalencia con los criterios de regional/nacional e interior, permitiendo interpretaciones analíticas diferentes. A la hora de utilizar y analizar el saldo de dicha cuenta, el obtenido con la aplicación del enfoque carga-beneficio se interpreta en términos de análisis redistributivo personal, mientras que mediante la aplicación del enfoque del flujo monetario no es tan importante el valor del saldo en sí mismo, sino el de cada una de las partidas que lo componen, a la vista de su distinto impacto sobre los agregados económicos territoriales.

## Controversia
Desde el momento en que surge la petición de la publicación de las balanzas fiscales, se alzaron diversas voces que criticaron su elaboración.
Los principales argumentos en contra de su publicación son los siguientes:
- La elaboración de las balanzas fiscales dentro de un territorio nacional es un ejercicio técnicamente imposible. Como ejemplo, se plantea el caso del Impuesto de Sociedades. Este impuesto grava los beneficios obtenidos por una sociedad mercantil. Sin embargo, las empresas declaran a Hacienda el beneficio conjunto al final del ejercicio económico, sin detallar la contribución de cada región al beneficio global de la empresa. Es por tanto imposible imputar de modo preciso este impuesto a las distintas demarcaciones en que se basan las balanzas fiscales. El resto de los ingresos y gastos del Estado también está sujeto en mayor o menor medida a la dificultad técnica de ser desglosado territorialmente de modo fiable.
- El propio concepto de balanza fiscal territorial puede inducir a confusión, ya que quienes pagan impuestos son las personas, no los territorios. La redistribución de recursos a través de los impuestos, detrae ingresos de los más pudientes, para devolverlos en forma de pagos sociales y servicios a los ciudadanos de menor poder adquisitivo. La balanza fiscal, vista desde esta perspectiva, solamente tiene sentido en el plano individual. Así, es cada individuo el que tiene una balanza fiscal positiva o negativa, en función de su carga impositiva y de la valoración de los servicios que recibe del Estado. Ya que -en términos generales y excluyendo el pequeño margen de variación impositiva existente en cada Comunidad Autónoma, como la fiscalidad ligeramente interior de País Vasco y Navarra- todos los ciudadanos de condiciones económicas equivalentes tributan de igual manera, no puede decirse en propiedad que los ciudadanos de una Comunidad Autónoma contribuyen más que los de otra, puesto que todos están sujetos a una misma legislación fiscal, si bien es cierto que las inversiones del Estado, como carreteras, hospitales, aeropuertos, líneas de ferrocarril, escuelas, etc. sí que se ejecutan en los territorios.
- La perspectiva ofrecida por las balanzas fiscales es incompleta. Las CCAA que aparentemente resultan perjudicadas en su relación con el resto de España, pueden salir beneficiadas si se analizan otras dimensiones económicas tales como la balanza comercial, las compras de la Administración Central a empresas privadas, etc. Nota: el retorno de los impuestos entregados por una comunidad autónoma a la administración central mediante adquisiciones (compras privadas o públicas) es cuestionado como falaz por el economista Xavier Sala i Martín en el artículo Déficit y Exageraciones Fiscales
- Existen más métodos para calcular la balanza fiscal territorial, cada una arroja unos datos objetivos que luego pueden ser interpretados, algunos economistas criticaron que no se añadieran los métodos de recaudación-pago y carga-gasto.

Los principales argumentos a favor de la publicación de las Balanzas Fiscales por CCAA:
- La publicación de las Balanzas Fiscales fomenta la transparencia fiscal y del gasto público, ofreciendo al ciudadano una información más profunda de cómo emplean los gobernantes el dinero obtenido de sus contribuciones impositivas.
- Los datos obtenidos de dicho informe facilita al entorno académico una mayor información sobre la que basar ulteriores estudios.
- Todo dato adicional publicado por las AAPP sobre ingresos y gastos es un elemento de transparencia fiscal y mejora la calidad de la democracia.
- La publicación de estos datos facilita la valoración económica de desequilibrios territoriales, sirviendo de instrumento para la evaluación, generación y corrección de las políticas redistributivas del Estado.

## Últimas balanzas fiscales
El ministro de Hacienda, Cristóbal Montoro, se comprometió en octubre de 2013 en el Senado a publicar a finales de ese mismo año las balanzas fiscales de las comunidades autónomas, aunque posteriormente reconoció retrasos en la confección de las mismas, posponiéndolo para el primer trimestre de 2014 con la novedad de un nuevo método de cálculo que "calcule las diferencias en la financiación de los servicios públicos que reciben los ciudadanos en cada territorio". Las nuevas balanzas fiscales fueron llamadas "Cuentas Públicas Territorializadas" y se publicaron en julio de 2014,